# 李宏基案
李宏基案发生于2014年4月16日的台湾高雄，李宏基刺死前妻陈某，造成女儿死亡。2016年12月，死刑定讞。2018年8月31日，执行死刑。

## 生平
李宏基，原名李志鵬，生于1977年。曾因家暴入獄，陳姓妻子訴請離婚及行使2個女兒親權均獲准，因此對於前妻懷恨在心，於2014年4月計畫換車、換刀、準備安眠藥在女兒幼稚園外守候，強虜大女兒並且刺殺陳姓前妻，再開車載大女兒到新竹山區，在餵食長女安眠藥之後密封車窗燒炭，其後李宏基送醫之後獲救，大女兒送醫之後傷重不治。
李男被起訴求處死刑，然一審認定李男情緒管理不佳，與其他殺子女案件不同，故殺妻部分判處15年有期徒刑，殺長女判處無期徒刑。然而李宏基揚言出獄之後必將報復妻子娘家，法官認為李宏基毫無悔意，二審、更一審均將他殺害前妻與長女的犯行，改判無期徒刑與死刑。最終最高法院以六大理由於2016年12月判處死刑確定。
2018年8月31日，法務部長蔡清祥批准執行李宏基的死刑，亦為蔡英文政府上任2年3個月以來首例執行死刑；李宏基於該日下午3點37分一槍斃命，4點零1分確認死亡無誤，中華民國法務部於當日下午招開記者會表示李宏基已經確定槍決身亡，死前只喝了一口水，沒有吃監獄所準備的飯菜，於法務部矯正署高雄第二監獄槍決身亡，並未交代任何遺言。

## 判決結果
|          | 承審機關             | 承審法官                             | 辯護人                 | 判決結果                                   | 判決結果                                                              | 判決結果                                                            |
| 起訴罪名 | 起訴罪名             | 承審法官                             | 辯護人                 | 合併應執行                                 |                                                                       |                                                                     |
| 殺人罪   | 承審機關             | 承審法官                             | 辯護人                 | 合併應執行                                 | 殺人罪                                                                |                                                                     |
| -------- | -------------------- | ------------------------------------ | ---------------------- | ------------------------------------------ | --------------------------------------------------------------------- | ------------------------------------------------------------------- |
| 一審     | 台灣高雄地方法院     | 鄭詠仁、王宗羿、王麗芳               | 蔡明哲律師             | 有期徒刑15年，扣案尖刀一把沒收             | 無期徒刑，扣案安眠藥一包(6顆)、燒炭工具沒收，褫奪公權終身             | 無期徒刑，扣案尖刀一把、安眠藥一包(6顆)、燒炭工具沒收，褫奪公權終身 |
| 二審     | 臺灣高等法院高雄分院 | 李炫德、徐美麗、李嘉興               | 孫妙岑公設辯護人       | 原判決撤銷，改判無期徒刑，扣案尖刀一把沒收 | 原判決撤銷，改判死刑，扣案安眠藥一包(6顆)、燒炭工具沒收，褫奪公權終身 | 死刑，扣案尖刀一把、安眠藥一包(6顆)、燒炭工具沒收，褫奪公權終身     |
| 三審     | 最高法院             | 郭毓洲、張祺祥、宋祺、劉興浪、林英志 | 蔡明哲律師、尤伯祥律師 | 原判決撤銷，發回台灣高等法院高雄分院       | 原判決撤銷，發回台灣高等法院高雄分院                                  | 原判決撤銷，發回台灣高等法院高雄分院                                |

### 說明
1. ↑  依據刑事訴訟法第31條：有下列情形之一，於審判中未經選任辯護人者，審判長應指定公設辯護人或律師為被告辯護：
一、最輕本刑為三年以上有期徒刑案件。
李宏基所犯之殺人罪(中華民國刑法第271條)罪輕為10年有期徒刑，故審判過程強制需選任辯護人。
2. ↑  殺害妻子陳芯驊部分。
3. 1 2  依據中華民國刑法第271條：殺人者，處死刑、無期徒刑或十年以上有期徒刑。
4. ↑  殺害女兒李○宇部分。
5. ↑  法律扶助律師。

#### 地理說明
1. ↑  設址於高雄市前金區河東路188號
2. 1 2  設址於高雄市鼓山區明誠三路586號

### 出处
1. 1 2  . 蘋果日報.[]
2. ↑  . ETToday新聞雲.   [2019-05-23]. （原始内容存档于2018-11-03）.
3. ↑  . Nownews今日新聞.

#### 司法案件字號
1. 1 2  臺灣高雄地方法院103年度重訴字第34號判決[]
2. ↑  臺灣高等法院高雄分院104年上重訴字第6號刑事判決[]
3. ↑  最高法院105年台上字第480號刑事判決[]